# Marianela Szymanowski
Marianela Szymanowski (Buenos Aires, 31 de juliol de 1990) és una futbolista argentina que juga de davantera al Standard de Lieja.

## Carrera
Szymanowski començà a jugar a futbol al xicotet equip Rayo Ciudad Alcobendas Club de Futbol de Madrid, on va estar mentre tenia entre 11 i 18 anys. Aleshores fitxa per l'Atlético de Madrid, passant per les categories inferiors i on va arribar al primer equip, debutant en Primera Divisió.
En 2011 va patir una greu lesió que la va mantenir allunyada dels terrenys de joc fins 2013.
Després de dos anys, Szymanowski va deixar l'Atlético i fitxa pel Rayo Vallecano, on debutaria en la Lliga de Campions. Després de cinc temporades, signa amb el València en la temporada 2016-17.

## Carrera internacional
Szymanowski ha disputat amb Argentina la Copa América Femenina de 2014.

## Vida personal
El seu germà Alexander Szymanowski és també futbolista professional.